# سورییشکا توپلا
سورییشکا توپلا (به صربی: Svrljiška Topla) یک منطقهٔ مسکونی در صربستان است که در کنگاژواتس واقع شده‌است. سورییشکا توپلا ۱۱۲ نفر جمعیت دارد.